# 논산 탑정리 석탑
논산 탑정리 석탑(論山 塔亭里 石塔)은 대한민국 충청남도 논산시 탑정저수지 북쪽 끝에 자리하고 있는 탑이다. 1976년 1월 8일 충청남도의 유형문화재 제60호로 지정되었다.

## 개요
탑정 저수지 북쪽 끝에 자리하고 있는 탑으로, 전체적인 모습이 석등의 양식을 많이 따르고 있다. 기록에 의하면, 고려 태조가 남으로 견훤을 정벌할 때에 이곳에 주둔하여 ‘어린사(魚鱗寺)’라는 절을 지었다고 한다. 절 주변으로 성을 쌓아두었다고 하나 지금은 남아있는 것이 없다. 원래 탑은 이 자리에서 50m 떨어진 남쪽에 있었으나 일제시대에 저수지 공사를 하면서 이곳으로 옮겨 세웠다. 이곳에 후백제 시대의 대명스님의 사리가 모셔져 있다고 전하지만 문헌에 남겨진 기록은 없다.
탑은 바닥돌 위에 8각의 기둥을 세우고, 그 위로 받침돌을 두어 탑신(塔身)을 받치도록 하였다. 탑신 아래의 받침부분은 전형적인 고려시대의 석등 양식으로, 연꽃을 조각하여 장식하였다. 탑신의 몸돌은 모서리마다 기둥모양을 본떠 새겼고, 지붕돌은 밑면 안쪽에 얕은 3단의 받침을 두었다.
현재 1층까지만 남아 있는데 원래 몇 층이었는지 알 수 없는 특이한 모습이다. 만든 시기는 고려시대일 것으로 보인다.

## 현지 안내문
이 탑은 고려시대에 추정되는 부도탑으로 본래 현재 저수지에 의해 수몰된 지역에 위치한 '어린사'라는 절에 있던 것을 일제시대에 저수지 공사를 하면서 옮겼다 한다. 탑은 기단과 탑신으로 구성되어 있다. 기단은 하대석, 간석, 중대석으로 이루어져 있으며, 탑신부는 몸돌 각 모서리마다 기둥을 새겼고, 지붕돌은 3단의 층급 받침으로 구성되어 있다. 현재는 1층만 남아 있어 원래 몇 층의 석탑인지는 확인할 수 없다. 기단의 형식으로 미루어 보아 고려시대의 석등 양식을 지니고 있는데, 전해 내려오는 말에 의하면 고려 태조가 남쪽으로 견훤을 정벌할 때 이 곳에 주둔하여 '어린사'라는 절을 지었다한다. 또는 후백제 때 대명 스님의 부도라고도 전하나 문헌에 나타난 것은 없다.

## 같이 보기
- 탑정저수지

## 참고 자료
- 논산탑정리석탑 - 국가유산청 국가유산포털